# Ineco
Die Ingeniería y Economía del Transporte S.A. (Ineco) ist ein spanisches Ingenieur- und Beratungsunternehmen mit Sitz in Madrid. Die Ineco-Aktien sind in Besitz von Enaire, Adif und Renfe. Mit knapp 4000 Mitarbeitern erwirtschaftete Ineco 2021 einen Umsatz von 336 Millionen Euro, davon 288 Millionen Euro in Spanien. Präsident ist Sergio Vázquez Torrón.
Das Unternehmen wurde 1968 gegründet.
Ineco bietet seine Leistungen in den Bereichen Mobilität, Digitalisierung, Eisenbahn, Flughäfen, Häfen, Flugsicherung, Stadtverkehr, Straßenbau und Architektur an.

## Projekte (Auswahl)
(meist gemeinsam mit anderen Firmen)
- Rail Baltica (Planung für den Abschnitt durch Riga)[4]
- Bahnstrecke Haifa–Nazareth (Planung)[5]
- Flughafen Amsterdam Schiphol (Planung neues Terminal)[6]
- Masterplan für zwölf Flughäfen eines mexikanischen Betreibers[7]
- ETCS-Handbuch für Triebfahrzeugführer (im Auftrag der Europäischen Eisenbahnagentur zusammengestellt)[8]